# Heinrichit
Heinrichit (auch Arsenouranocircit oder Uranosandbergit) ist ein selten vorkommendes Mineral aus der Mineralklasse der „Phosphate, Arsenate und Vanadate“ mit der chemischen Zusammensetzung Ba(UO2)2(AsO4)2·10H2O und damit chemisch gesehen ein wasserhaltiges Barium-Uranyl-Arsenat.
Heinrichit kristallisiert im monoklinen Kristallsystem und entwickelt durchsichtige bis durchscheinende Kristalle und blättrige Aggregate von gelber bis gelbgrüner Farbe und einem glas- bis perlmuttähnlichen Glanz auf den Oberflächen. Auf der Strichtafel hinterlässt Heinrichit einen hellgelben bis fast weißen Strich.
Mit einer Mohshärte von 2,5 gehört Heinrichit noch zu den weichen Mineralen und lässt sich etwas leichter als das Referenzmineral Calcit mit einer Kupfermünze ritzen.

## Etymologie und Geschichte
Erstmals erwähnt wird die Entdeckung eines neuen sekundären wasserhaltigen Barium-Arsen-Uranminerals 1954 durch Hans W. Bültemann, der es in Mineralproben aus der Grube Anton bei Wittichen im Schwarzwald fand. Kurt Walenta untersuchte das Material 1958 noch einmal genauer, beschrieb seine Ergebnisse allerdings in einem unveröffentlichten Vorbericht.
1956 wurden Proben eines Minerals aus der White King Mine in Lakeview (Oregon) entdeckt, die zuerst für Nováčekit gehalten wurden, jedoch große Mengen an Barium, Uran und Arsen enthielten. Eugene B. Gross, Alice S. Corey und Richard S. Mitchell analysierten dieses Material und stellten ebenso wie Walenta fest, dass die Proben tatsächlich zwei neue Minerale enthielten. Während Walenta die beiden Minerale aus der Grube Anton in seinem Vorbericht als Sandbergerit und Metasandbergerit bezeichnete, benannten Gross, Corey und Mitchell die Minerale aus der Wheit King Mine zeitgleich als Heinrichit und Metaheinrichit nach dem Mineralogen Eberhardt William Heinrich (1918–1991). Die von Gross, Corey und Mitchell gewählte Bezeichnung wurde von allen Autoren akzeptiert.
Das Typmaterial des Minerals wird im National Museum of Natural History  (NMNH) in Washington, D.C. in den USA unter der Inventarnummer 121950 aufbewahrt.
Da der Heinrichit bereits vor der Gründung der International Mineralogical Association (IMA) bekannt und als eigenständige Mineralart anerkannt war, wurde dies von ihrer Commission on New Minerals, Nomenclature and Classification (CNMNC) übernommen und bezeichnet den Heinrichit als sogenanntes „grandfathered“ (G) Mineral. Die seit 2021 ebenfalls von der IMA/CNMNC anerkannte Kurzbezeichnung (auch Mineral-Symbol) von Heinrichit lautet „Hrc“.

## Klassifikation
Bereits in der veralteten 8. Auflage der Systematik der Minerale nach Strunz gehörte der Heinrichit zur Klasse der „Phosphate, Arsenate und Vanadate“ und dort zur Abteilung „Wasserhaltige Phosphate, Arsenate und Vanadate mit fremden Anionen“ (genauer zur Familie der Uranyl-Phosphate, -Arsenate und -Vanadate), wo er zusammen mit Autunit, Bassetit, Fritzscheit, Kahlerit, Kirchheimerit, Natrouranospinit, Nováčekit, Sabugalit, Saléeit, Torbernit (ehemals Uranit), Uramphit, Uranocircit, Uranospathit, Uranospinit und Zeunerit die „Uranit-Reihe“ mit der Systemnummer VII/D.20a bildete.
In der zuletzt 2018 überarbeiteten Lapis-Systematik nach Stefan Weiß, die formal auf der alten Systematik von Karl Hugo Strunz in der 8. Auflage basiert, erhielt das Mineral die System- und Mineralnummer VII/E.01-120. Dies entspricht der neu definierten Abteilung „Uranyl-Phosphate/Arsenate und Uranyl-Vanadate mit [UO2]2+–[PO4]/[AsO4]3− und [UO2]2+–[V2O8]6−, mit isotypen Vanadaten (Sincositreihe)“, wo Heinrichit zusammen mit Autunit, Fritzscheit, Kahlerit, Natroautunit (diskreditiert), Nováčekit, Rauchit, Sabugalit, Saléeit, Torbernit, Trögerit, Uranocircit, Uranospinit und Zeunerit die „Autunitgruppe“ mit der Systemnummer VII/E.01 bildet.
Die von der International Mineralogical Association (IMA) zuletzt 2009 aktualisierte 9. Auflage der Strunz’schen Mineralsystematik ordnet den Heinrichit ebenfalls in die Abteilung der „Uranylphosphate und Arsenate“ ein. Diese ist allerdings weiter unterteilt nach dem Stoffmengenverhältnis der enthaltenen Uranyl- zu den Phosphat-, Arsenat- bzw. Vanadatkomplexen. Das Mineral ist hier entsprechend seiner Zusammensetzung in der Unterabteilung „UO2 : RO4 = 1 : 1“ zu finden ist, wo es zusammen mit Autunit, Kahlerit, Kirchheimerit, Metarauchit, Hydronováčekit (Rn, ehemals Nováčekit-I), Nováčekit (Rn, ehemals Nováčekit-II), Saléeit, Torbernit, Uranocircit, Uranospinit, Xiangjiangit und Zeunerit die „Autunitgruppe“ mit der Systemnummer 8.EB.05 bildet.
In der vorwiegend im englischen Sprachraum gebräuchlichen Systematik der Minerale nach Dana hat Heinrichit die System- und Mineralnummer 40.02a.04.01. Dies entspricht ebenfalls der Klasse der „Phosphate, Arsenate und Vanadate“ und dort der Abteilung „Wasserhaltige Phosphate etc.“, wo das Mineral zusammen mit Metaheinrichit in einer unbenannten Gruppe mit der Systemnummer 40.02a.04 innerhalb der Unterabteilung „Wasserhaltige Phosphate etc., mit A2+(B2+)2(XO4) × x(H2O), mit (UO2)2+“ zu finden ist.

## Kristallstruktur
Heinrichit kristallisiert monoklin in der Raumgruppe P2/c (Raumgruppen-Nr. 13) mit den Gitterparametern a = 7,1548 Å; b = 7,1340 Å; c = 21,290 Å und β = 104,171° sowie zwei Formeleinheiten pro Elementarzelle.

## Eigenschaften
Das Mineral ist durch seinen Urangehalt von bis zu 41,27 Gew.-% sehr stark radioaktiv. Unter Berücksichtigung der Mengenanteile der radioaktiven Elemente in der idealisierten Summenformel sowie der Folgezerfälle der natürlichen Zerfallsreihen wird für das Mineral eine spezifische Aktivität von etwa 73,882 kBq/g angegeben (zum Vergleich: natürliches Kalium 0,0312 kBq/g). Der zitierte Wert kann je nach Mineralgehalt und Zusammensetzung der Stufen deutlich abweichen, auch sind selektive An- oder Abreicherungen der radioaktiven Zerfallsprodukte möglich und ändern die Aktivität.
Das Mineral fluoresziert unter langwelligem und kurzwelligem UV-Licht in einem kräftig grünen bis grünlichgelben Farbton.
An der Luft dehydratisiert Heinrichit sehr schnell zu Metaheinrichit.

## Bildung und Fundorte

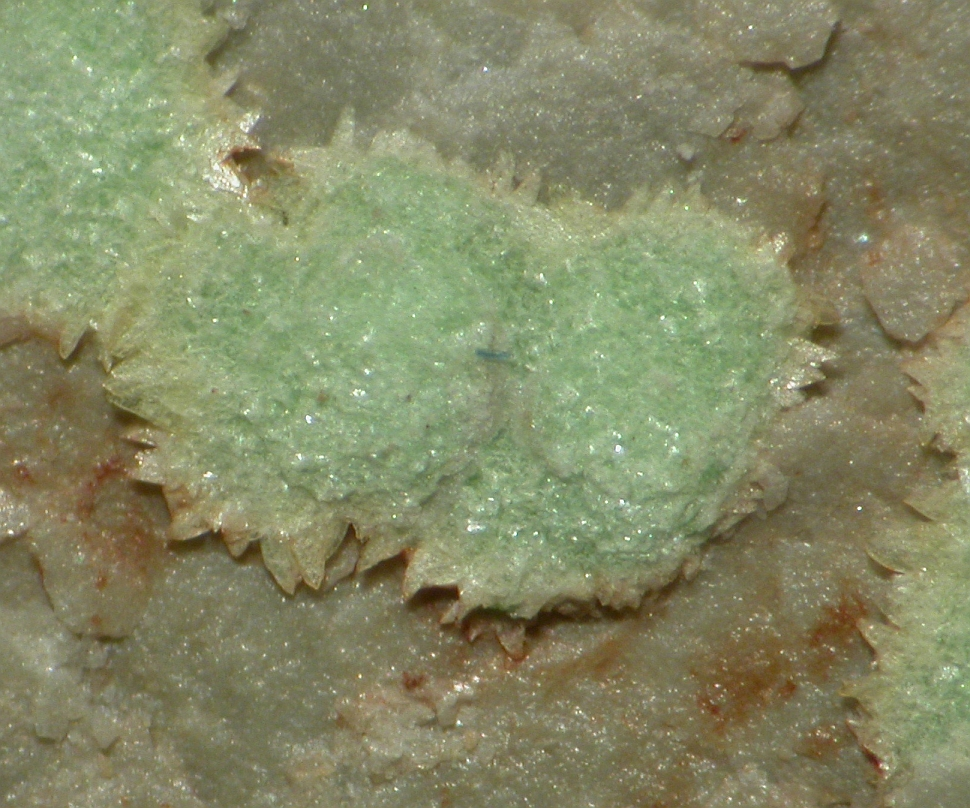
Paragenese von Heinrichit (grün) und Abernathyit (hellgelb) aus Riviéral, Lodève, Hérault, Languedoc-Roussillon, Frankreich (Sichtfeld: 3 mm)

Heinrichit bildet sich als Sekundärmineral in der Oxidationszone von Uran-Lagerstätten. Begleitminerale sind neben Metaheinrichit noch Arseniosiderit, Erythrin, Nováčekit, Pitticit, Uraninit und Zeunerit.
Als seltene Mineralbildung konnte Heinrichit nur an wenigen Orten nachgewiesen werden, wobei weltweit bisher rund 40 Vorkommen dokumentiert sind (Stand 2025). Außer in der als Typlokalität geltenden White King Mine bei Lakeview in Oregon trat das Mineral in den Vereinigten Staaten noch in der Fumerole Mine bei San Rafael in Kalifornien und in der Fumerole No. 2 Mine im Bergbaubezirk Temple Mountain im Emery County von Utah auf.
In Wittichen trat das Mineral außer an seiner Co-Typlokalität in der Grube Anton noch in weiteren Gruben und Halden zutage wie beispielsweise im Clara-Stollen, der Grube Sophia und der Schmiedestollenhalde. Daneben konnte Heinrichit in Baden-Württemberg unter anderem noch in der Grube Rappenloch und dem Steinbruch Rieger bei Eisenbach, der Kobaltgrube Segen Gottes bei Sulzburg (Breisgau-Hochschwarzwald), der Grube Michael am Hörnlesgraben nahe Seelbach (Ortenaukreis) und der Grube Dreikönigstern bei Reinerzau (Freudenstadt) gefunden werden. Weitere bisher bekannte einzelne Fundstätten in Deutschland liegen in Bayern, Rheinland-Pfalz und Sachsen.
Daneben kennt man Metaheinrichit nur noch aus Kruth, Ébreuil, Lodève und Guéret in Frankreich, der griechischen Landschaft Attika; der spanischen Provinz Katalonien, der polnischen Woiwodschaft Niederschlesien und der Umgebung von Jáchymov (St. Joachimsthal) in Tschechien.

## Vorsichtsmaßnahmen
Aufgrund der starken Radioaktivität des Minerals sollten Mineralproben vom  nur in staub- und strahlungsdichten Behältern, vor allem aber niemals in Wohn-, Schlaf- und Arbeitsräumen aufbewahrt werden. Ebenso sollte eine Aufnahme in den Körper (Inkorporation, Ingestion) auf jeden Fall verhindert und zur Sicherheit direkter Körperkontakt vermieden sowie beim Umgang mit dem Mineral Mundschutz und Handschuhe getragen werden.